# Plectus elongatus
Plectus elongatus is een rondwormensoort uit de familie van de Plectidae. De wetenschappelijke naam van de soort is voor het eerst geldig gepubliceerd in 1961 door Maggenti.